# Joseph Mannheim
Joseph Mannheim (* 22. Januar 1904 in Bern; † 3. Oktober 1984 in New York) war ein Schweizer Journalist.

## Ausbildung
Mannheim schloss die Schulen 1923 mit der Matura ab und arbeitete anschliessend während einiger Zeit als Übersetzer in Paris. Nach seiner Rückkehr in die Schweiz studierte er Rechtswissenschaften und wurde 1937 an der Universität Bern zum Dr. iur. promoviert.

## Journalistische Tätigkeit
Während der ersten Jahre des Zweiten Weltkriegs war er Korrespondent in Frankreich. 1941 zog er in die USA um und arbeitete u. a. für den Deutschlandfunk und als UNO- und New-York-Korrespondent für den Tages-Anzeiger. Er berichtete während 50 Jahren auch für die Schweizerische Depeschenagentur.
Mannheims Berichte auf Beromünster, normalerweise in seinem angestammten Berndeutsch, informierten die Schweizer seit 1956 über wichtige Ereignisse und Themen, die in den USA Schlagzeilen machten und auch für die Schweiz von Interesse waren. Er folgte auf Heiner Gautschy, auch er eine bekannte Schweizer Stimme aus den USA, als New Yorker Korrespondent. Die Berichte nach den Mittagsnachrichten in der Schweiz sendete er über seine für damalige Verhältnisse hochmoderne Einrichtung aus seiner Wohnung in New York. Mannheim, Doyen der Schweizer Journalisten in den USA, war bekannt bei seinen Kollegen für seine überlangen Arbeitstage und seine Fähigkeit, Themen, auch wenn er mit ihnen wenig vertraut war, in kurzer Zeit aufzubereiten. Wichtige Ereignisse während seiner Tätigkeit waren der Kennedy- und der King-Mord und die Amtsenthebung von Nixon. Er deckte auch wichtige UNO-Veranstaltungen und Sitzungen des Sicherheitsrats in den 1960er und 1970er Jahren ab.
1973 wurde Mannheim Mitglied des Editorial Board der Swiss American Review und stellte dieser über 100 Jahre alten Publikation in einer schwierigen Zeit sein Fachwissen zur Verfügung. 1979 wurde er von der Zeitung zum Editor Emeritus ernannt und diente dem Board auch nach seiner Pensionierung 1981 noch bis zu seinem Tode als Berater.

## Tod
Er starb in seinem 81. Altersjahr an seinem Wohnort in Bayside, Queens, New York, ausgerechnet einen Tag, nachdem in der Schweiz die erste Frau in den Bundesrat gewählt worden war, ein Ereignis, das Mannheim noch gerne aus amerikanischer Sicht kommentiert hätte. Er hinterliess seine Frau Marian, die er 1944 geheiratet hatte, einen Sohn und eine Tochter und zwei Grosskinder.

## Werke
- Das Strafregister und die Rehabilitation nach schweizerischem Recht. Haupt, Bern 1937 (Diss. Univ. Bern)